# José Barsabás
José Justo, dito Barsabás, aparece brevemente no sorteio realizado entre os quase 120 discípulos reunidos após a ascensão de Jesus para substituir Judas Iscariotes, perfazendo os doze apóstolos novamente. Neste sorteio, Matias foi o escolhido.

## História
Segundo os Atos dos Apóstolos:
| “ | Apresentaram dois - José, também chamado Barsabás, que tinha por sobrenome Justo, e Matias. E orando, disseram: Tu, Senhor, que conheces os corações de todos, mostra qual destes dois tens escolhido, para tomar o lugar deste ministério e apostolado, do qual Judas se transviou para ir ao seu próprio lugar. A respeito deles deitaram sortes; caiu a sorte sobre Matias, e foi ele contado com os onze apóstolos. | ” |
|   | — Atos 1:23–26. |   |

Uma vez que a passagem identifica os candidatos como sendo dentre «dos homens que nos acompanharam todo o tempo em que o Senhor Jesus viveu entre nós, começando desde o batismo de João até o dia em que dentre nós foi recebido acima, um destes se torne testemunha conosco da sua ressurreição» (Atos 1:21–22), pode-se concluir que José era um membro de um grupo maior de discípulos mais próximos de Jesus. 
Uma identificação mais profunda desta obscura figura é incerta, embora, na tradição cristã, ele seja listado entre os Setenta Discípulos mencionados em Lucas 10:24, mesmo que nenhum nome apareça diretamente ali. Também não há nenhum "José Justo" nas listas de discípulos que aparecem nos evangelhos sinóticos, a não ser que ele tenha ali sido listado sob um apelido. 
Porém, há tanto um José e um Tiago, o Justo, entre os adelphoi de Jesus. José é mencionado Marcos 6:3 e, numa passagem quase idêntica, em Mateus 13:54. Robert Eisenman entende que este "José Justo" é uma consolidação que representaria, numa única figura, todos os Desposyni - rejeitados, de acordo com o autor dos Atos, em favor do até então desconhecido Matias . 

## Justo de Eleuterópolis
Ainda de acordo com a tradição, este Justo acabou se tornando bispo de Eleuterópolis, onde ele teria morrido como um mártir, sendo hoje venerado como "São Justo de Eleuterópolis". A localização nos dá uma pista da idade desta lenda, pois o local onde a cidade de Eleuterópolis estava era apenas uma vila no século I d.C. cujos habitantes foram assassinados ou escravizados por Vespasiano em 68 d.C.. O local foi re-fundado, como Eleuterópolis, em 200 d.C. por Sétimo Severo.